# ポアソンランダム測度
ポアソンランダム測度（ポアソンランダムそくど、英: Poisson random measure）とは、ポアソン分布に従う確率変数としての性質を持つ測度のことである。
{\displaystyle (E,{\mathcal {A}},\mu )} を {\displaystyle \sigma }-有限な測度 {\displaystyle \mu } を持つ測度空間とする。intensity 測度 {\displaystyle \mu } を持つポアソンランダム測度とはある確率空間 {\displaystyle (\Omega ,{\mathcal {F}},\mathrm {P} )} 上で定義される確率変数の族 {\displaystyle \{N_{A}\}_{A\in {\mathcal {A}}}} で以下を満たすもののことを言う。
1. すべての {\displaystyle A\in {\mathcal {A}}} について {\displaystyle N_{A}} はパラメータ {\displaystyle \mu (A)} のポアソン分布に従う確率変数である。
2. 集合 {\displaystyle A_{1},A_{2},\ldots ,A_{n}\in {\mathcal {A}}} が互いに交わらないのであれば、1.で定義される、対応する確率変数は互いに独立である。
3. すべての {\displaystyle \omega \in \Omega } について {\displaystyle N_{\bullet }(\omega )} は {\displaystyle (E,{\mathcal {A}})} 上の測度である。

## 存在
もし {\displaystyle \mu \equiv 0} ならば、{\displaystyle N\equiv 0} とすれば1.-3.のすべての条件を満たす。そうでない場合、{\displaystyle \mu } が有限測度であるならば、パラメータ {\displaystyle \mu (E)} のポアソン分布に従う確率変数 {\displaystyle Z} と、確率分布 {\displaystyle {\frac {\mu }{\mu (E)}}} に従う独立な確率変数 {\displaystyle X_{1},X_{2},\ldots } を所与として
{\displaystyle N_{\cdot }(\omega )=\sum \limits _{i=1}^{Z(\omega )}\delta _{X_{i}(\omega )}(\cdot )}
とすれば、{\displaystyle N} はポアソンランダム測度となる。ここで {\displaystyle \delta _{c}(A)} は {\displaystyle c} に位置する退化分布である。有限測度でない場合は、{\displaystyle \mu } が有限であるような {\displaystyle E} の部分から構成された測度によって {\displaystyle N} を得ることができる。

## 応用
この種類のランダム測度は確率過程のジャンプを記述する時にしばしば用いられる。特にレヴィ過程のレヴィ-伊藤分解などである。